# Detroit-Parks P-2
Il Detroit-Parks P-2 era un monomotore biplano da turismo prodotto dall'azienda statunitense Parks Aircraft, poi dalla Detroit-Parks, tra la fine degli anni 1920 e gli anni 1930.
Prodotto in un numero limitato di esemplari era caratterizzato da un aspetto convenzionale per l'epoca ma ricevette notorietà letteraria sia come velivolo di proprietà che per essere citato più volte nei suoi romanzi dello scrittore Richard Bach.

## Tecnica
Il P-2 aveva un aspetto classico; biplano, monomotore. La fusoliera, costruita in tecnica mista con struttura in tubi d'acciaio saldati e ricoperta in tela, era dotata di due abitacoli separati aperti, l'anteriore destinato ai passeggeri ed il posteriore, protetto da un parabrezza, per il pilota. Posteriormente terminava in un impennaggio classico monoderiva di forma circolare e dotato di piani orizzontali controventati. La configurazione alare era biplana a scalamento positivo, ovvero con quest'ultima leggermente spostata verso coda, con ala superiore ed inferiore di ugual misura collegate tra loro da una serie di montanti con struttura Warren integrati da una serie di tiranti in cavetto in acciaio.
Il carrello d'atterraggio era fisso, caratterizzato dall'adozione di gambe di forza ammortizzate dotate di ruote di grande diametro, integrato posteriormente con un pattino d'appoggio. La propulsione era affidata ad un motore radiale raffreddato ad aria montato sul naso con i cilindri esposti, un Axelson-Floco da 150 hp (111,9 kW) nella prima versione, sostituito nella versione P-2A con un più potente Wright J-6 Whirlwind da 165 hp (123,0 kW), entrambi abbinati ad un'elica bipala in legno a passo fisso.

## Versioni
P-2
versione di serie motorizzata con un motore radiale Axelson-Floco da 150 hp (111,9 kW) e prodotta in 9 esemplari.
P-2A
versione migliorata dotata di radiale Wright J-6 Whirlwind da 165 hp (123,0 kW) e prodotta in 11 esemplari. Successivamente, dopo l'assorbimento dell'azienda da parte della Ryan Aeronautical Company verrà commercializzato anche con la denominazione Ryan Speedster.

## Curiosità

### Letteratura
La versione P-2A è nota per essere co-protagonista di diversi romanzi di ambientazione avio-filosofica scritti dall'autore statunitense Richard Bach, tra cui il più referenziale è Biplano e nel quale narra il suo rapporto nato e cresciuto in una simbiosi uomo-macchina più simile all'amicizia ed alla fiducia che all'uso del semplice mezzo tecnico.